# 이인엽 영정 (경기도 유형문화재 제191호)
이인엽 영정(李仁燁 影幀)은 대한민국 경기도 용인시 기흥읍 경기도박물관에 있는 조선시대의 초상화이다. 2003년 9월 4일 경기도의 유형문화재 제191호로 지정되었다.

## 개요
이인엽(1656~1710)은 조선후기의 문신으로 본관은 경주(慶州), 자는 계장(季章), 호는 회와(晦窩)이다. 1686년 정시문과에 을과로 급제하였고, 벼슬은 홍문관대제학에 이르렀다. 특히 강화유수로 있을 때 진(鎭)의 설치에 관한 그의 견해는 탁월한 것으로 평가받고 있다. 합리적인 인물이면서 지조와 명분 또한 중시하였다. 
초상화는 녹색 단령에 사모를 갖춘 관복을 입고 호피를 깐 접이식 의자에 앉아 있는 전신교의상이다. 얼굴은 좌안팔분면상이지만 몸체는 거의 구분면에 가깝다. 대수포 속으로 두 손을 살짝 포갠 편안한 자세이며 혜(鞋)는 족좌대위에 올려 놓았다. 흉배는 정이품용의 쌍학흉배와 삽금대를 갖추었다. 세선(細線)으로 이목구비와 윤곽을 잡고 콧등을 약간 붉게 칠하는 역명암법을 썼고, 입가와 눈가주름 등에 음영을 넣었다. 시선은 우측면 하단을 내려보고 있어 사색하는 듯한 표정이다. 복식선은 선염(渲染)없이 세선으로 처리하였고 옷감의 운보문(雲寶文)을 정교하게 넣었다. 족좌대는 부감법을 이용하였다. 좌측 상단에는 ‘감진어사이공인엽(監賑御使李公寅燁)’이라고 쓰여 있다. 감진어사는 큰 기근이 들었을 때 왕이 지방에 파견한 특명사신으로, 이인엽은 숙종 23년(1697) 42세때 평안도에 감진어사로 파견되었다. 이 외에도 같이 지정된 편복본의 초상화가 있다. 편복(便服)본은 소본으로, 방건에 직령포를 갖춘 반신상이다. 세조대는 당상관용의 홍색을 매었다. 얼굴표정과 선염없는 의습선 표현 등은 전신상과 거의 동일하다. 수염과 안면표현이 전신상보다 섬세하고, 붉은 음영이 다소 가미되었다.
좌측 상단에는 별지로 ‘대제학회와이선생상(大提學晦窩李先生像)’이라고 붙여있다. 이인엽은 숙종 33년(1707) 52세 때 대제학을 제수하였다.

## 같이 보기
- 이인엽
- 이인엽 영정 (경기도 문화재자료 제123호)

## 참고 문헌
- 이인엽영정 - 국가유산청 국가유산포털